# أنتوني يونغ
أنتوني يونغ (بالإنجليزية: Anthony Young)‏ هو دراج أمريكي، ولد في 7 أبريل 1900 في نيوآرك في الولايات المتحدة، وتوفي في 1 أغسطس 1970.

## وصلات خارجية
- أنتوني يونغ على موقع أوليمبيديا (الإنجليزية)